# (10295) Hippolyta
(10295) Hippolyta (1988 GB) – planetoida z grupy przecinających orbitę Marsa okrążająca Słońce w ciągu 2,78 lat w średniej odległości 1,98 j.a. Odkryta 12 kwietnia 1988 roku.